# ザッツミュージック
『ザッツミュージック』は、1985年4月3日から1989年3月9日までNHK総合テレビジョンで放送されていた音楽番組である。

## 概要
戦後から1960年代までを中心に、幅広いジャンルから懐かしの名曲を贈るポピュラー・ミュージック番組。司会は語学堪能、歌える国際女優のジュディ・オング。1985年10月からは、脚本家で元歌手のジェームス三木を加え2人司会に移行した。
厚みのあるオーケストラ・サウンドをベースに、実力派歌手、演奏家をゲストに迎えた。大人が楽しめる音楽番組として、中高年層を中心に強い支持を受けた。

## 出演

### 司会
- ジェームス三木（1985年9月11日 - 1987年3月11日）
- ジュディ・オング（1985年4月3日 - 1987年2月11日）
- 本田俊夫（1987年4月8日 - 1989年3月9日）
- アンリ菅野（1987年4月8日 - 1989年3月9日）

### レギュラー
- ジャイブ（1985年4月3日 - 9月18日）

## 放送時間
- 1985年4月 ‐ 1988年3月：水曜 22:00 - 22:30
- 1988年4月 ‐ 1988年10月：木曜 23:10 - 23:35
- 1988年11月 ‐ 1989年3月：木曜 22:15 - 22:45